# 서울 성동구의 국회의원

## 행정구역 변천
- 1945년 8월 15일 경기도 경성부 성동구
- 1946년 8월 15일 경기도 서울시 성동구
- 1946년 9월 28일 서울특별시 성동구
- 1949년 8월 13일 경기도 고양군 뚝도면이 성동구에 편입[1]
- 1963년 1월 1일 경기도 광주군 구천면·언주면·중대면·대왕면 일부(일원리·수서리·자곡리·율현리·세곡리)가 성동구에 편입
- 1973년 7월 1일 영등포구 반포동·잠원동·서초동·양재동·우면동·원지동이 성동구에 편입
- 1975년 10월 1일 성동구 명일동·하일동·고덕동·상일동·길동·둔촌동·암사동·성내동·풍납동·천호동·송파동·석촌동·삼전동·가락동·이동·오금동·방이동·문정동·장지동·거여동·마천동·잠실동·신천동·일원동·수서동·자곡동·율현동·세곡동·역삼동·포이동·개포동·도곡동·논현동·신사동·학동·압구정동·청담동·삼성동·대치동·염곡동·내곡동·신원동·양재동·우면동·원지동·잠원동·서초동·반포동이 강남구로 분구
- 1995년 3월 1일 성동구 중곡동·능동·구의동·광장동·자양동·성수동2가 일부(노유동)·화양동·모진동·군자동이 광진구로 분구

## 서울 성동구의 역대 국회의원 일람
| 대수         | 이름           | 소속정당     | 임기                               | 선거구역 |
| ------------ | -------------- | ------------ | ---------------------------------- | --- |
| 제헌         | 지청천(池靑天) | 대동청년단   | 1948년 5월 31일 ~ 1950년 5월 30일  | 성동구 일원 |
| 제2대        | 지청천(池靑天) | 민주국민당   | 1950년 5월 31일 ~ 1954년 5월 30일  | 성동구 갑: 신당동 금호동 옥수동 광장동 능동 군자동 중곡동 신천동 잠실동 자양동 |
| 제2대        | 임흥순(任興淳) | 민주국민당   | 1950년 5월 31일 ~ 1954년 5월 30일  | 성동구 을: 사근동 마장동 행당동 응봉동 상왕십리동 하왕십리동 성수동1,2가 송정동 모진동 면목동 구의동 화양동 |
| 제3대        | 임흥순(任興淳) | 무소속       | 1954년 5월 31일 ~ 1958년 5월 30일  | 성동구 갑: 신당동 금호동 옥수동 광장동 능동 군자동 중곡동 신천동 잠실동 자양동 |
| 제3대        | 김재황(金載晃) | 무소속       | 1954년 5월 31일 ~ 1958년 5월 30일  | 성동구 을: 사근동 마장동 행당동 응봉동 상왕십리동 하왕십리동 성수동1,2가 송정동 모진동 면목동 구의동 화양동 |
| 제4대        | 유성권(劉聖權) | 민주당       | 1958년 5월 31일 ~ 1960년 7월 28일  | 성동구 갑: 황학동 흥인동 무학제1동 무학제2동 충현동 약수동 청구동 문화동 동화동 율원동 유악동 금옥동 |
| 제4대        | 조병옥(趙炳玉) | 민주당       | 1958년 5월 31일 ~ 1960년 7월 28일  | 성동구 을: 상왕십리제1동 상왕십리제2동 하왕십리제1동 하왕십리제2동 하왕십리제3동 마장동 사근동 행당동 행응동 성수1가동 성수2가동 장안동 면목동 광의동 신양동 |
| 제5대 민의원 | 유성권(劉聖權) | 민주당       | 1960년 7월 29일 ~ 1961년 5월 16일  | 성동구 갑: 황학동·흥인동·무학제1동·무학제2동·충현동·약수동·청구동·문화동·동화동·율원동·유약동·금북동·금남동·삼수동 |
| 제5대 민의원 | 홍용준(洪龍駿) | 민주당       | 1960년 7월 29일 ~ 1961년 5월 16일  | 성동구 을: 인창동·현인동·도선동·홍익동·당현동·마장동·사근동·행당동·행응동·성수1가동·성수2가동·장안동·면목동·광의동·신양동 |
| 제6대        | 유성권(劉聖權) | 민주당       | 1963년 12월 17일 ~ 1967년 6월 30일 | 성동구 갑: 신당동 황학동 흥인동 무학동 금호동1가2가3가4가 상왕십리동 옥수동 |
| 제6대        | 박준규(朴浚圭) | 민주공화당   | 1963년 12월 17일 ~ 1967년 6월 30일 | 성동구 을: 하왕십리동 마장동 사근동 길당동 응봉동 성수동1가 성수동2가 송정동 모진동 화양동 능동 군자동 중곡동 구의동 광장동 신천동 잠실동 자양동 명일동 하일동 고덕동 학동 압구정동 청담동 삼성동 대치동 염곡동 내곡동 신원동 상일동 길동 둔촌동 암사동 성내동 풍납동 천호동 송파동 석촌동 삼전동 가락동 이동 방제동 오금동 문정동 장지동 거여동 마천동 일원동 수서동 자곡동 율현동 세곡동 역삼동 도곡동 포이동 개포동 논현동 신사동        |
| 제7대        | 조한백(趙漢栢) | 신민당       | 1967년 7월 1일 ~ 1971년 6월 30일   | 성동구 갑: 신당동 황학동 흥인동 무학동 금호동1가2가3가4가 상왕십리동 옥수동 |
| 제7대        | 박준규(朴浚圭) | 민주공화당   | 1967년 7월 1일 ~ 1971년 6월 30일   | 성동구 을: 하왕십리동 마장동 사근동 길당동 도선동 응봉동 성수동1가 성수동2가 송정동 모진동 화양동 능동 군자동 중곡동 구의동 광장동 신천동 잠실동 자양동 명일동 하일동 고덕동 학동 압구정동 청담동 삼성동 대치동 염곡동 내곡동 신원동 상일동 길동 둔촌동 암사동 성내동 풍납동 천호동 송파동 석촌동 삼전동 가락동 이동 방제동 오금동 문정동 장지동 거여동 마천동 일원동 수서동 자곡동 율현동 세곡동 역삼동 도곡동 포이동 개포동 논현동 신사동 |
| 제8대        | 양일동(梁日東) | 신민당       | 1971년 7월 1일 ~ 1972년 10월 17일  | 성동구 갑: 흥인동, 무학1동, 무학2동, 충현동, 약수동, 청구동, 문화동, 동인동, 율원동, 금북동, 금남동, 옥수동 |
| 제8대        | 홍영기(洪英基) | 신민당       | 1971년 7월 1일 ~ 1972년 10월 17일  | 성동구 을: 황학동, 유약동, 인창동, 현인동, 도선동, 홍익동, 당현동, 마장동, 사근동, 행당동, 행응동 |
| 제8대        | 정운갑(鄭雲甲) | 신민당       | 1971년 7월 1일 ~ 1972년 10월 17일  | 성동구 병: 성수동, 성수2동, 장안동, 광의동, 신양동, 구천동, 선린동, 암사동, 성내동, 천호동, 송파동, 옥천동, 거문동, 원서동, 자현동, 세곡동, 도곡동, 사평동, 수도동, 탑곡동 |
| 제9대        | 민병기(閔丙岐) | 민주공화당   | 1973년 3월 12일 ~ 1979년 3월 11일  | 성동구 일원 |
| 제9대        | 정운갑(鄭雲甲) | 신민당       | 1973년 3월 12일 ~ 1979년 3월 11일  | 성동구 일원 |
| 제10대       | 김제만(金濟萬) | 신민당       | 1979년 3월 12일 ~ 1980년 10월 27일 | 성동구 일원 |
| 제10대       | 양일동(梁一東) | 민주통일당   | 1979년 3월 12일 ~ 1980년 10월 27일 | 성동구 일원 |
| 제11대       | 이세기(李世基) | 민주정의당   | 1981년 4월 11일 ~ 1985년 4월 10일  | 성동구 일원 |
| 제11대       | 조덕현(曺德鉉) | 한국국민당   | 1981년 4월 11일 ~ 1985년 4월 10일  | 성동구 일원 |
| 제12대       | 이세기(李世基) | 민주정의당   | 1985년 4월 11일 ~ 1988년 5월 29일  | 성동구 일원 |
| 제12대       | 박용만(朴容萬) | 신한민주당   | 1985년 4월 11일 ~ 1988년 5월 29일  | 성동구 일원 |
| 제13대       | 강금식(姜金植) | 평화민주당   | 1988년 5월 30일 ~ 1992년 5월 29일  | 성동구 갑: 응봉동 금호1동 금호2동 금호3동 금호4동 옥수동 성수1가1동 성수1가 2동 성수2가1동 성수2가2동 성수2가3동 성수2가4동 |
| 제13대       | 조세형(趙世衡) | 평화민주당   | 1988년 5월 30일 ~ 1992년 5월 29일  | 성동구 을: 왕십리1동 왕십리제2동 도선동 마장동 사근동 행당제1동 행당제2동 화양동 송정동 군자동 용답동 |
| 제13대       | 박용만(朴容萬) | 통일민주당   | 1988년 5월 30일 ~ 1992년 5월 29일  | 성동구 병: 중곡1동 중곡2동 중곡제3동 중곡제4동 능동 구의동 관장동 자양1동 자양제2동 자양제3동 |
| 제14대       | 이세기(李世基) | 민주자유당   | 1992년 5월 30일 ~ 1996년 5월 29일  | 성동구 갑: 응봉동, 금호1동 금호2동 금호3동 금호4동 옥수1동 옥수2동 성수1가1동 성수1가2동 성수2가1동 성수2가2동 성수2가3동 성수2가4동 |
| 제14대       | 조세형(趙世衡) | 민주당       | 1992년 5월 30일 ~ 1996년 5월 29일  | 성동구 을: 왕십리1동 왕십리2동 도선동 마장동 사근동 행당1동 행당2동 화양동 송정동 군자동 용답동 |
| 제14대       | 강수림(姜秀淋) | 민주당       | 1992년 5월 30일 ~ 1996년 5월 29일  | 성동구 병: 중곡1동 중곡2동 중곡3동 중곡4동 능동 구의1동 구의2동 광장동, 자양1동 자양2동 자양3동 |
| 제15대       | 이세기(李世基) | 신한국당     | 1996년 5월 30일 ~ 2000년 5월 29일  | 성동구 갑: 응봉동 금호1동 금호2동 금호3동 금호4동 옥수1동 옥수2동 성수1가1동 성수1가2동 성수2가1동 성수2가3동 |
| 제15대       | 김학원(金學元) | 신한국당     | 1996년 5월 30일 ~ 2000년 5월 29일  | 성동구 을: 왕십리1동 왕십리2동 도선동 마장동 사근동 행당1동 행당2동 송정동 용답동 |
| 제16대       | 임종석(任鍾晳) | 새천년민주당 | 2000년 5월 30일 ~ 2004년 5월 29일  | 성동구 일원 |
| 제17대       | 최재천(崔載千) | 열린우리당   | 2004년 5월 30일 ~ 2008년 5월 29일  | 성동구 갑: 응봉동 금호1동 금호2동 금호3동 금호4동 옥수1동 옥수2동 성수1가1동 성수1가2동 성수2가1동 성수2가3동 |
| 제17대       | 임종석(任鍾晳) | 열린우리당   | 2004년 5월 30일 ~ 2008년 5월 29일  | 성동구 을: 왕십리1동 왕십리2동 도선동 마장동 사근동 행당1동 행당2동 송정동 용답동 |
| 제18대       | 진수희(陳壽姬) | 한나라당     | 2008년 5월 30일 ~ 2012년 5월 29일  | 성동구 갑: 응봉동 금호1동 금호2동 금호3동 금호4동 옥수1동 옥수2동 성수1가1동 성수1가2동 성수2가1동 성수2가3동 |
| 제18대       | 김동성(金東聖) | 한나라당     | 2008년 5월 30일 ~ 2012년 5월 29일  | 성동구 을: 왕십리1동 왕십리2동 도선동 마장동 사근동 행당1동 행당2동 송정동 용답동 |
| 제19대       | 최재천(崔載千) | 민주통합당   | 2012년 5월 30일 ~ 2016년 5월 29일  | 성동구 갑: 응봉동 금호1동 금호2·3동 금호4동 옥수동 성수1가1동 성수1가2동 성수2가1동 성수2가3동 |
| 제19대       | 홍익표(洪翼杓) | 민주통합당   | 2012년 5월 30일 ~ 2016년 5월 29일  | 성동구 을: 왕십리2동 왕십리도선동 마장동 사근동 행당1동 행당2동 송정동 용답동 |
| 제20대       | 홍익표(洪翼杓) | 더불어민주당 | 2016년 5월 30일 ~ 2020년 5월 29일  | 중구·성동구 갑: 왕십리2동 왕십리도선동 마장동 사근동 행당1동 행당2동 응봉동 성수1가1동 성수1가2동 성수2가1동 성수2가3동 송정동 용답동 |
| 제20대       | 지상욱(池尙昱) | 새누리당     | 2016년 5월 30일 ~ 2020년 5월 29일  | 중구·성동구 을: 성동구 금호1가동 금호2·3가동 금호4가동 옥수동, 중구 일원 |
| 제21대       | 홍익표(洪翼杓) | 더불어민주당 | 2020년 5월 30일 ~ 2024년 5월 29일  | 중구·성동구 갑: 왕십리2동 왕십리도선동 마장동 사근동 행당1동 행당2동 응봉동 성수1가1동 성수1가2동 성수2가1동 성수2가3동 송정동 용답동 |
| 제21대       | 박성준(朴省俊) | 더불어민주당 | 2020년 5월 30일 ~ 2024년 5월 29일  | 중구·성동구 을: 성동구 금호1가동 금호2·3가동 금호4가동 옥수동, 중구 일원 |
| 제22대       | 전현희(全賢姬) | 더불어민주당 | 2024년 5월 30일 ~                  | 중구·성동구 갑: 왕십리2동 왕십리도선동 마장동 사근동 행당1동 행당2동 응봉동 성수1가1동 성수1가2동 성수2가1동 성수2가3동 송정동 용답동 |
| 제22대       | 박성준(朴省俊) | 더불어민주당 | 2024년 5월 30일 ~                  | 중구·성동구 을: 성동구 금호1가동 금호2·3가동 금호4가동 옥수동, 중구 일원 |

## 같이 보기
- 고양시의 국회의원
- 경기 광주시의 국회의원
- 서울 종로구의 국회의원
- 서울 중구의 국회의원
- 서울 용산구의 국회의원
- 서울 강남구의 국회의원
- 서울 광진구의 국회의원
- 서울 용산구의 국회의원
- 성동구 갑 (1988년 선거구)
- 성동구 을 (1988년 선거구)
- 성동구 (2000년 선거구)
- 성동구 갑 (2004년 선거구)
- 성동구 을 (2004년 선거구)
- 중구·성동구 갑
- 중구·성동구 을